# Brimham Rocks
Brimham Rocks, autrefois connu sous le nom de Brimham Crags, est un site d'intérêt scientifique particulier (SSSI), de 183,9 hectares et de conservation géologique (GCR), situé à 13 km au sud de Ripon, dans le Yorkshire du Nord, au nord de l'Angleterre, à Brimham Moor dans l'area of Outstanding Natural Beauty (en français : espace de remarquable beauté naturelle) de Nidderdale (en). Le site, considéré comme SSSI, en 1958, est un affleurement du Millstone Grit (en), avec de petites zones boisées de bouleaux et une grande zone de lande de bruyère humide et sèche.
Le site est connu pour ses roches érodées par l'eau et les intempéries qui, depuis leur formation, il y a plus de 325 millions d'années, ont pris des formes incroyables. Aux XVIIIe et XIXe siècles, des antiquaires tels que Hayman Rooke (en) se sont demandé s'ils pouvaient avoir été au moins partiellement sculptés par des druides, une idée qui est allée de pair avec la popularité des Fragments de poésie ancienne recueillis dans les montagnes d'Écosse, traduits du gaélique par James Macpherson en 1860, et un intérêt croissant pour le néodruidisme. Depuis deux cents ans, certaines pierres portent des noms fantaisistes, tels que Druid's Idol, Druid's Altar and Druid's Writing Desk, littéralement, en français : l'idole du druide, l'autel du druide et le bureau du druide.
Brimham Rocks a le statut de SSSI en raison de la valeur de sa géologie, de la forêt des hautes terres et des habitats de lande sèche et humide acides qui soutiennent des formes de plantes localisées et spécialisées, telles que le trientale d'Europe, l'airelle, la narthécie des marais et trois espèces de bruyères.